# Nissan Crew
La Nissan Crew è un'autovettura prodotta dalla casa automobilistica giapponese Nissan Motor dal 1993 al 2009.

## Descrizione
Venduta e prodotta esclusivamente per il solo mercato nipponico e utilizzato principalmente come taxi, auto da scuola guida e dalle forze dell'ordine giapponese, si caratterizzava per il suo layout tecnico meccanico a motore longitudinale e trazione posteriore e la costruzione semplice. La sua principale concorrente era la Toyota Comfort.
La produzione della Nissan Crew è iniziata a Shatai nel luglio 1993. La maggior parte delle Crews veniva utilizzata come taxi, ma tra il 1994 e il 2002 era disponibile anche un modello "civile" noto come "Crew Saloon".
La vettura è stata equipaggiata con il 2,0 litri a sei cilindri in linea RB20E da 130 CV e un motore diesel a sei cilindri in linea RD28 da 2,8 litri, abbinati a un cambio automatico a 4 marce o a un manuale a 5 marce.